# Ciprian Tătărușanu
Anton Ciprian Tătărușanu (anˈton t͡ʃipriˈan tətəruˈʃanu; Bucarest, 9 de febrer de 1986) és un futbolista professional romanès que juga com a porter amb l'Abha i amb la selecció romanesa.
Va començar la seva carrera sènior a Romania amb la Juventus București, passant a representar a Gloria Bistrița i l'FC Steaua București a la Lliga romanesa de futbol. A i l'estiu del 2014 va fitxar per l'ACF Fiorentina amb un transfer lliure. Després de tres temporades, es va traslladar a França als clubs de Nantes i Lió. El setembre del 2020, Tătărușanu es va traslladar a Itàlia i va fitxar per l'AC Milan.
Tătărușanu va aconseguir 73 partits amb l'equip de la selecció romanesa, amb la qual va debutar el 2010. Va ser membre de la plantilla que va participar en la UEFA Euro 2016, començant en els tres partits de la fase de grups de la competició. Quatre anys més tard, Tătărușanu va anunciar la seva retirada de la selecció nacional als 34 anys.